# Castillo de Alba (Zamora)
Castillo de Alba es una localidad española del municipio de Losacino de la provincia de Zamora, en la comunidad autónoma de Castilla y León.

## Ubicación
Se encuentra ubicado en la comarca de Alba, al noroeste de la ciudad de Zamora, asentado sobre la ladera del castillo, al igual que su iglesia parroquial.

## Historia
Los orígenes de la fortaleza que da nombre a la localidad parecen situarse sobre un antiguo castro prerromano, poblado después en época romana y que habría sido retomado durante la reconquista por la monarquía leonesa, construyéndose el castillo por Fernando II de León y posteriormente reforzado por Alfonso IX y la Orden del Temple.
Tras la independencia de Portugal del reino leonés, en 1143, la fortaleza y la localidad adyacente habrían sufrido por su situación geográfica los conflictos entre los reinos leonés y portugués por el control de la frontera.
Por otro lado, durante los siglos XIII y XIV Castillo de Alba perteneció a la Orden del Temple, formando parte de la encomienda templaria de Alba una vez que el rey Alfonso IX de León otorgó a esta Orden la comarca, donación que se hizo efectiva en 1220 tras una posible entrega anterior.
Durante la Edad Moderna, Castillo de Alba estuvo integrado en el partido de Carbajales de Alba de la provincia de Zamora, tal y como reflejaba en 1773 Tomás López en Mapa de la Provincia de Zamora. Así, al reestructurarse las provincias y crearse las actuales en 1833, la localidad se mantuvo en la provincia zamorana, dentro de la Región Leonesa, integrándose en 1834 en el partido judicial de Alcañices, dependencia que se prolongó hasta 1983, cuando fue suprimido el mismo e integrado en el Partido Judicial de Zamora.
Finalmente, en torno a 1850, el antiguo municipio de Castillo de Alba se integró en el de Losacino.

## Patrimonio
El castillo que da nombre a la localidad, se encuentra situado sobre el antiguo emplazamiento de un castro, posteriormente romanizado. Sobre estos restos edificó una primera fase del castillo Fernando II de León y posteriormente sería utilizado por los caballeros templarios.